# Кьют-рок
Кьют-рок (англ. Cute rock — «милый рок») — музыкальный жанр, возникший в России в начале 2020-х годов. Он сочетает элементы поп-рока, панк-рока и электронной музыки. Он отличается характерной эстетикой «милоты», подростковой тематикой и контрастным звучанием. Ряд источников условно связывают кьют-рок с краут-роком, хотя прямые музыкальные параллели отсутствуют.

## История жанра
Зародился в России в начале 2020-х годов. Создателем термина и основателем считается певица Дора (Дарья Шиханова). Он популяризировался после выпуска её альбома «Боже, храни кьют-рок» который стал манифестом жанра. Альбом был вдохновлён такими исполнителями как: Evanescence, t.A.T.u., Ариана Гранде.

Понятие кьют-рок Дора придумала по нескольким причинам. Певицу не устраивала отметка в качестве «панк-тиктокерши», а также по её словам:
«Мне стало тесно в рамках того, что я исполняю. Ни один песенный жанр меня полностью не устраивал, и я решила создать свой. Мне всегда хотелось найти нечто оригинальное, уникальное настроение и звучание в музыке. В кьют-роке я сама создаю правила, сама задаю стиль и темп дальнейшего развития этого направления».
 Кьют-роком певица называет сочетание высокого и нежного голоса с тяжелой гитарой.
В интервью для Apple Music Дарья Шиханова заявила, что когда начинала писать песни, «хотела создать свою планету» на которой у неё не будет конкурентов: «на одном из ранних треков было много тяжелых гитар, при этом девушка пела высоко, нежно и мило». Таким образом появилась формулировка «кьют-рок»".
В 2022 году редакция Яндекс Музыки создала официальный плейлист жанра, включив в него более ста треков.

## Ключевые особенности
- Нежный, часто высокий женский вокал контрастирующий с «тяжёлым» инструментальным сопровождением: гитарными риффами, мощными барабанами, синтезатором[1]. Сочетание приятного девичьего голоска и роковых гитар с барабанами и составляет всю «соль» жанра[3].
- Частое использование автотюна, сэмплов[1].
- Короткие композиции (обычно продолжительностью 2-3 минуты) с простыми мелодиями и запоминающимися припевами.
- Тексты с фокусом на вечные темы подростковых переживаний — первой любви, дружбе, самоидентификации, конфликтах с родителями и соцсетях. Часто используется ирония (в том числе самоирония), сленг (например, «Втюрилась») и аббревиатуры (например, «ЯЗПТВ», «ЛБТД»)[3].

## Идеология и культурный контекст

### Философия
Отказ от гиперсексуальности поп-культуры в пользу «искренности», инфантильности как формы бунта. Акцент на уязвимости, гендерном равенстве (критика патриархата).

## Влияние
В российском сегменте жанр сформировал новую волну женского поп-панка, например, такие группы как ФРЕНДЗОНА, Мэйби Бэйби, кис-кис, Алёна Швец, Бесплатный автобус, TWINKY и повлиял на визуальную эстетику инди-сцены (DIY, «детские» образы).
Разные эксперты спорят о самостоятельности кьют-рока как жанра. Рецензент InterMedia Алексей Мажаев называет его «подростковым поп-роком».
Критики характеризуют жанр как лёгкую, милую и громкую музыку про переживания подростка.